# Pandora terrestris
Pandora terrestris är en svampart som först beskrevs av Gres & Koval, och fick sitt nu gällande namn av S. Keller 2005. Pandora terrestris ingår i släktet Pandora och familjen Entomophthoraceae.   Inga underarter finns listade i Catalogue of Life.